# Birgit Anders
Birgit Anders (* 1952) ist eine deutsche Schauspielerin.

## Leben und Wirken
Anders absolvierte eine Schauspielausbildung an der Schauspielschule „Der Kreis“ in Berlin. Sie war eines der ersten Mitglieder des Kindertheaters „Birne“ und hatte Bühnenengagements in Kassel, Hannover und Braunschweig.
In den Filmen Blue Moon und Kein Land unter Regie von Karsten Wichniarz spielte sie die Hauptrollen. Des Weiteren drehte sie Filme wie die Filmkomödie Die Senkrechtstarter und wirkte u. a. in der Fernseh-Krimireihe Tatort mit.
Im November 1992 hatte sie eine Gastrolle als Carola Richter in der damals neuen Daily-Soap Gute Zeiten, schlechte Zeiten. Außerdem war sie in einer der Hauptrollen ab der zweiten Staffel der Unterhaltungsserie Sylter Geschichten (Februar bis Mai 1996) zu sehen.
Anders ist bei der ZAV-Künstlervermittlung Berlin Bühne eingetragen.

## Filmografie
- 1980: Kein Land (Regie: Karsten Wichniarz)
- 1982: Utopia (Regie: Sohrab Shahid Saless)
- 1982: Drei Damen vom Grill (Regie: Hans Heinrich)
- 1983: Finder’s Lohn (Regie: Manfred Martin Schwarz, Jan Fantl)
- 1984: André schafft sie alle (Regie: Peter Fratzscher)
- 1985: Tatort – Acht, neun, aus! (Regie: Jürgen Roland)
- 1985: Tatort – Irren ist tödlich (Regie: Wolfgang Storch)
- 1986: Blue Moon - Atemlos durch die Nacht (Regie: Karsten Wichniarz)
- 1987: Großstadtrevier: Große Haie, kleine Fische (Regie: Jürgen Roland)
- 1987: Hals über Kopf: Stadtgeflüster (Regie: Stefan Lukschy)
- 1988: Peter im Wunderland (Regie: Sándor Söth)
- 1989: Die Senkrechtstarter (Regie: Christian Rateuke)
- 1992: Gute Zeiten, schlechte Zeiten (Regie: diverse)
- 1995: Sylter Geschichten (Regie: Wolfgang Hübner, Karsten Wichniarz)
- 1998: Dr. Sommerfeld – Neues vom Bülowbogen: Unter Frauen (Regie: Karsten Wichniarz)
- 1999: Küstenwache: Die Flucht (Regie: Karsten Wichniarz)
- 2001: Streit um drei (Regie: W. Hundhammer)